# 両輪
両輪（りょうわ）は江戸時代後半から大正ごろまで日本女性に結われた髷。（江戸前期に結われていた両手髷（りょうてまげ）も同じ名前で呼ばれることがある。）
分類上は笄髷の系統だが、勝山髷も合成されているため見た目は複雑。
京都や大阪を中心とする西日本の既婚女性の正装時に結われた髷で、東京の丸髷（勝山髷の系統）に当たる。
第一子（男女問わず）の出産を終えた女性が、本元服（眉を落とす）の時から先笄に代わって結う髷である。

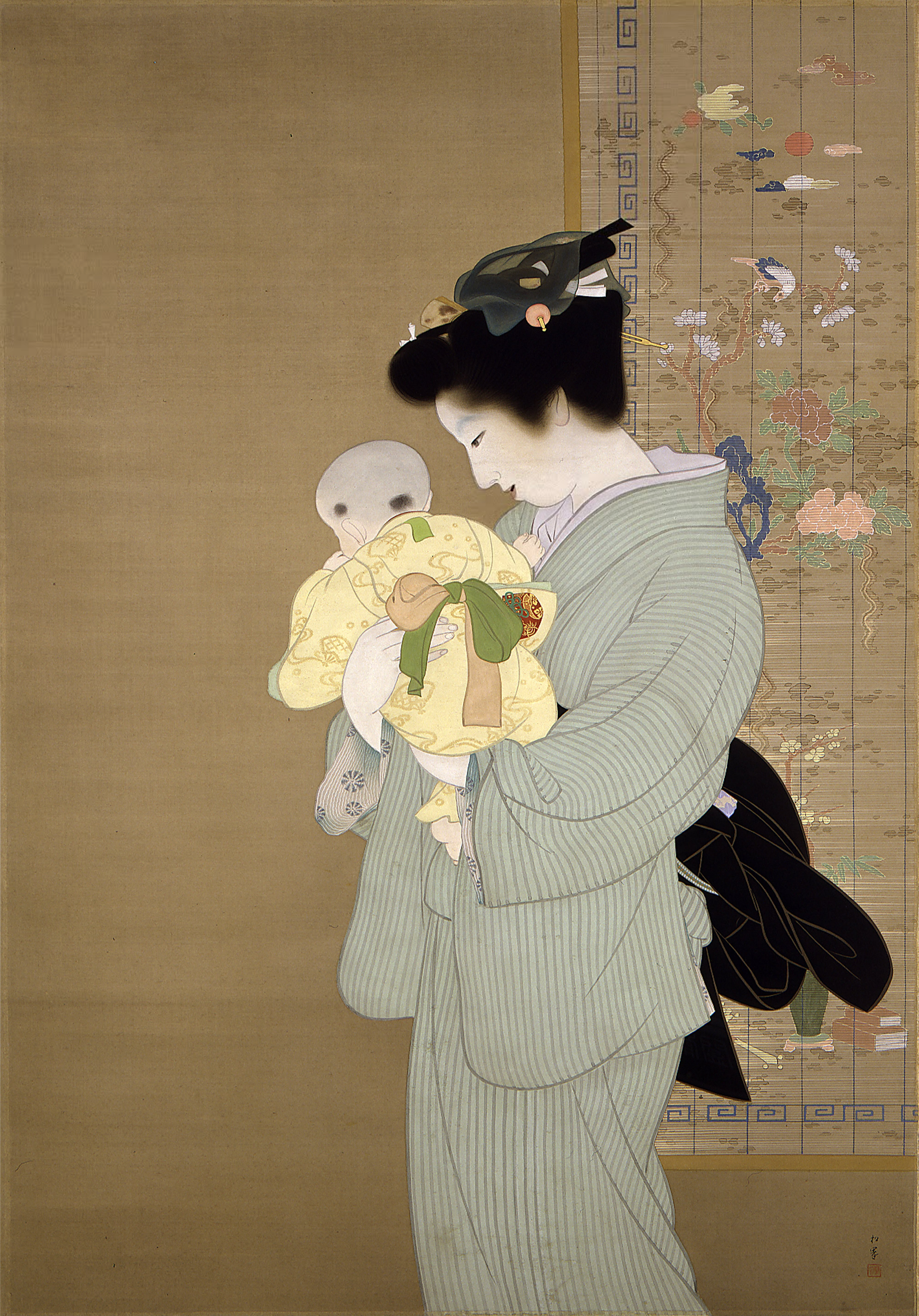
上村松園『母子』 1934年

## 特徴
後ろで一つに束ねた髪の根元に「油付け」（ヘアピース）を巻きつけて、二つに分けた髪の先をそれぞれ笄に巻きつけて髷を作る。（勝山髷の先を二つ分けにして笄に巻いた状態）
髷に輪にした髪を掛けて、「橋の毛」を上に渡して完成。